# Clone de Grand Theft Auto

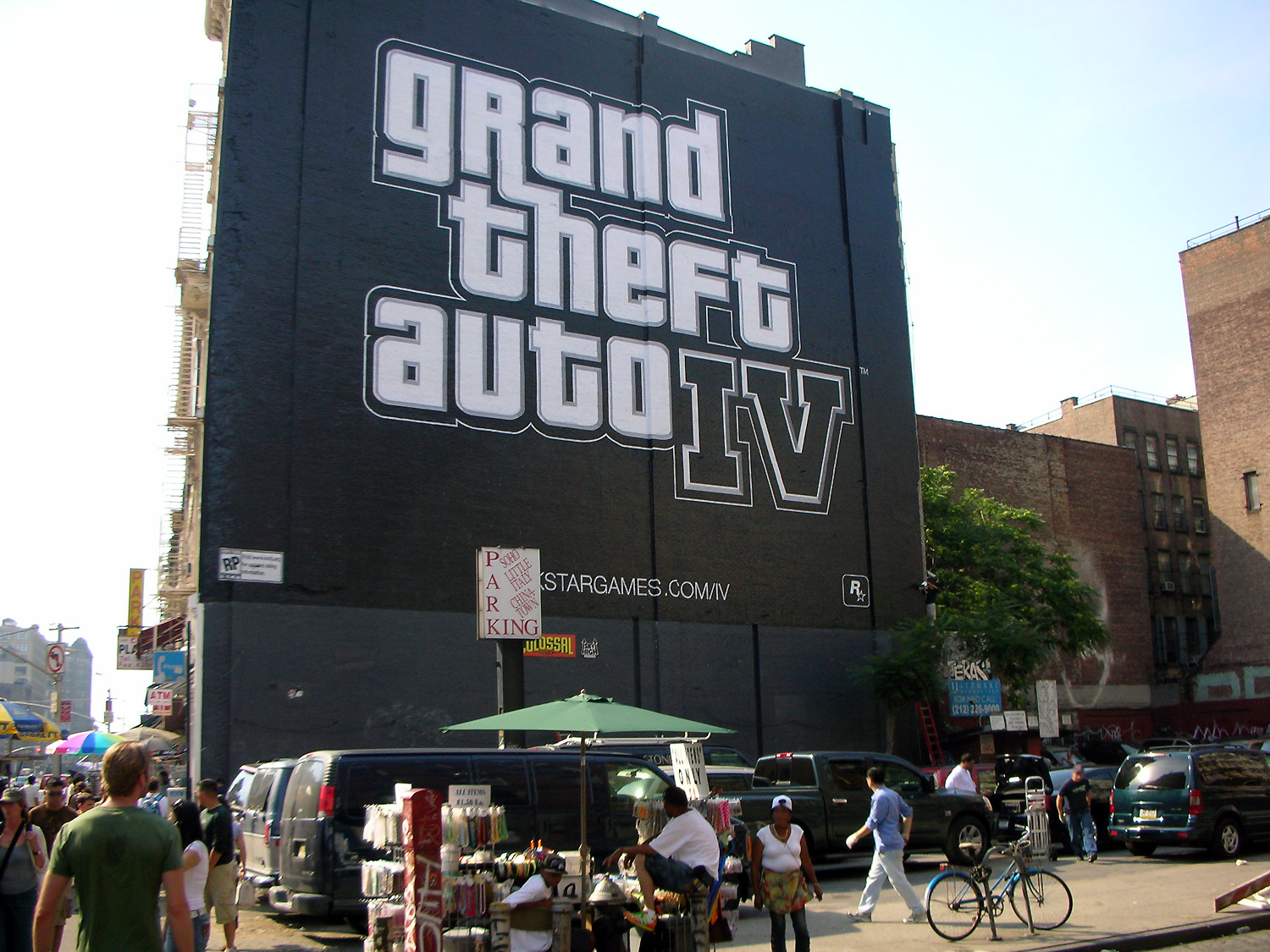
Um mural de anúncio para Grand Theft Auto IV, que detém atualmente inúmeras vendas e recordes.

Os clones de Grand Theft Auto ou clones de GTA são um gênero de ação e aventura de jogos eletrônicos simbolizadas pela série Grand Theft Auto, onde os jogadores podem encontrar e utilizar uma variedade de veículos e armas grátis em um mundo aberto. Incorporando uma combinação de missões fundamentais para o avanço do enredo e missões laterais para melhorar a reputação, o enredo de jogos neste gênero tipicamente tem fortes temas do crime e da violência.
Jogos anteriores com uma jogabilidade semelhante incluem Body Harvest e Driver (onde o protagonista é majoritariamente condutor de veículos) e o nível de design aberto são conceitos de jogos de 1980, como Metroid. Isso não até define o gênero. Em 2001, o jogo Grand Theft Auto III, no entanto, fez o gênero atingir um tal grau de popularidade que ele incentivou desenvolvedores à capitalizar sobre a fórmula. Agora vão algumas dezenas de jogos onde o jogador pode controlar uma vasta gama de veículos e armas, tomando níveis maiores, abrangendo várias cidades, e oferecendo a possibilidade de explorar o interior dos edifícios. Muito poucos jogos, porém, têm sido capazes de chegar perto do sucesso financeiro e crítico da série Grand Theft Auto.
Uma vez que chamar um jogo de um "clone" traz uma conotação negativa, revisores se vêm com outros nomes para o gênero. Nomes como "Sandbox Games", no entanto, são aplicados a uma vasta gama de jogos que não partilham as principais características da série Grand Theft Auto. Outros esforços para definir o nome e gênero foram feitas, porém não houve consenso.

## Jogabilidade
Os clones de Grand Theft Auto são um tipo de jogo de ação e aventura 3D, onde os jogadores estão tendo em conta a capacidade de conduzir um veículo ou qualquer arma de fogo, uma vez que exploram um mundo aberto. Estes jogos muitas vezes incorporam temas violentos e criminosos, embora jogos como The Simpsons Hit & Run são considerados mais leves.

### Condução e tiroteio
Os clones de GTA oferecem aos jogadores a possibilidade de roubar um carro e um número de veículos. Esses jogos tem incluído todos os tipos de veículos, tais como viaturas, helicópteros, barcos, jet-skis, aeronaves de asas fixas e veículos militares. Reviewers frequentemente comparam estes jogos com base no número de veículos que oferecem, com uma escolha maior, resultando em comentários melhores. Os jogadores podem também usar veículos como armas, querendo atropelar os inimigos ou danificando o veículo até ele explodir. Alguns jogos permitem que os veículos realizem acrobacias. Jogos no gênero, assim, incorporam elementos de condução de jogos de simulação. Alguns jogos até permitem aos jogadores personalizarem seus veículos.

### Mundo aberto e missões
Os clones permitem aos jogadores explorar livremente o jogo, que é tipicamente na escala de uma cidade inteira. Alguns jogos vão tão longe com a sua base no nível de design do mundo real em cidades como Londres, Nova York e Los Angeles. Os jogadores são geralmente capazes de navegar por um veículo ou a pé, embora em Outlaw Chopper permanentemente vincula-se o jogador a uma motocicleta. Alguns jogos colocam maior ênfase no salto, escalada e até mesmo em nadar. Explorar o mundo não é apenas necessário para concluir os objetivos, mas também de adquirir uma valiosa quantia de itens, como armas e veículos. Diferentes partes do mundo do jogo podem ser controladas por diferentes facções inimigas, que irão tentar parar o jogador em uma variedade de maneiras. No entanto, mais recentemente, jogos deste gênero permitem aos jogadores adquirirem seu próprio território. A liberdade de navegar em um grande jogo de mundo aberto pode ser confuso para novos jogadores. Designers de jogos vêm com uma variedade de ajudas à navegação para resolver este problema. Um mini-mapa é bastante comum, enquanto que Saints Row e Grand Theft Auto IV vão mais longe quando oferecem um serviço de GPS. Jogos de navegação sem estes instrumentos são por vezes criticados como confusos.